# Pseudalastor carpenteri
Pseudalastor carpenteri är en stekelart som beskrevs av Borsato 2003. Pseudalastor carpenteri ingår i släktet Pseudalastor och familjen Eumenidae. Inga underarter finns listade i Catalogue of Life.